# Страх од негативне евалуације
Страх од негативне евалуације (СНЕ) је психолошки конструкт који одражава процену негативних оцена од стране других људи и очекивање да ће нас други негативно оценити. СНЕ конструкт и психолошки тест за његово мерење су дефинисали Давид Ватсон и Роналд Фриенд 1969. По тој дефиницији СНЕ је сразмеран одређеним димензијама личности, као што су стрепња и покорност. 
Људи који су високо оцењени на СНЕ скали су веома забринути у потрази за социјалним одобравањем или избегавањем неодобравања од стране других, те могу избећи ситуације у којима морају да пролазе процене. Високо оцењени субјекти такође више реагују на ситуационе факторе.